# Parafia Wszystkich Świętych w Górkach Wielkich
Parafia Wszystkich Świętych w Górkach Wielkich – parafia rzymskokatolicka. Należy do dekanatu Skoczów diecezji bielsko-żywieckiej. W 2005 zamieszkiwało ją ponad 2300 katolików.
Zabytkowy kościół parafialny należy do najstarszych na Śląsku Cieszyńskim. Parafia jest wspomniana w rejestrze świętopietrza archiprezbiteratu apostolskiego z roku 1417. 

## Historia
- XIV wiek – istnieje kaplica modlitewna i kościół
- 1447 rok – istnieje już parafia
- 1584 – kościół w rękach ewangelickich
- 1654 – kościół zwrócony katolikom
- 1662 – szersza część nawy głównej, kamienna wieża
- 1703 – przed kościołem bramka
- 1870 – ponownie jako parafia katolicka
- 1888 – krzyż przy kropielnicy

## Poprzedni proboszczowie
- ks. Walenty Szebesta (1870-1887)
- ks. Antoni Waszyca (1887-1894)
- ks. Jerzy Mrózek (1894-1894)
- ks. Henryk Urbisz (1894-1906)
- ks. Jan Ryczek (1906-1907)
- ks. Józef Nidecki (1907-1913)
- ks. Emanuel Grim (1913-1917)
- ks. Stanisław Kukla (1917-1929)
- ks. Teofil Budny (1929-1931)
- ks. Józef Czaputa (1931-1937)
- ks. Feliks Sołtysiak (1937-1940)
- ks. Józef Balcarek (1940-1943)
- ks. Franciszek Szuścik (1943-1968)
- ks. Szczepan Wróbel (1968-1991)
- ks. Jan Drzyzga (1991-2008)
- ks. Krzysztof Pacyga (2008-2018)
- ks. Roman Berke (od 2018)